# General Dynamics

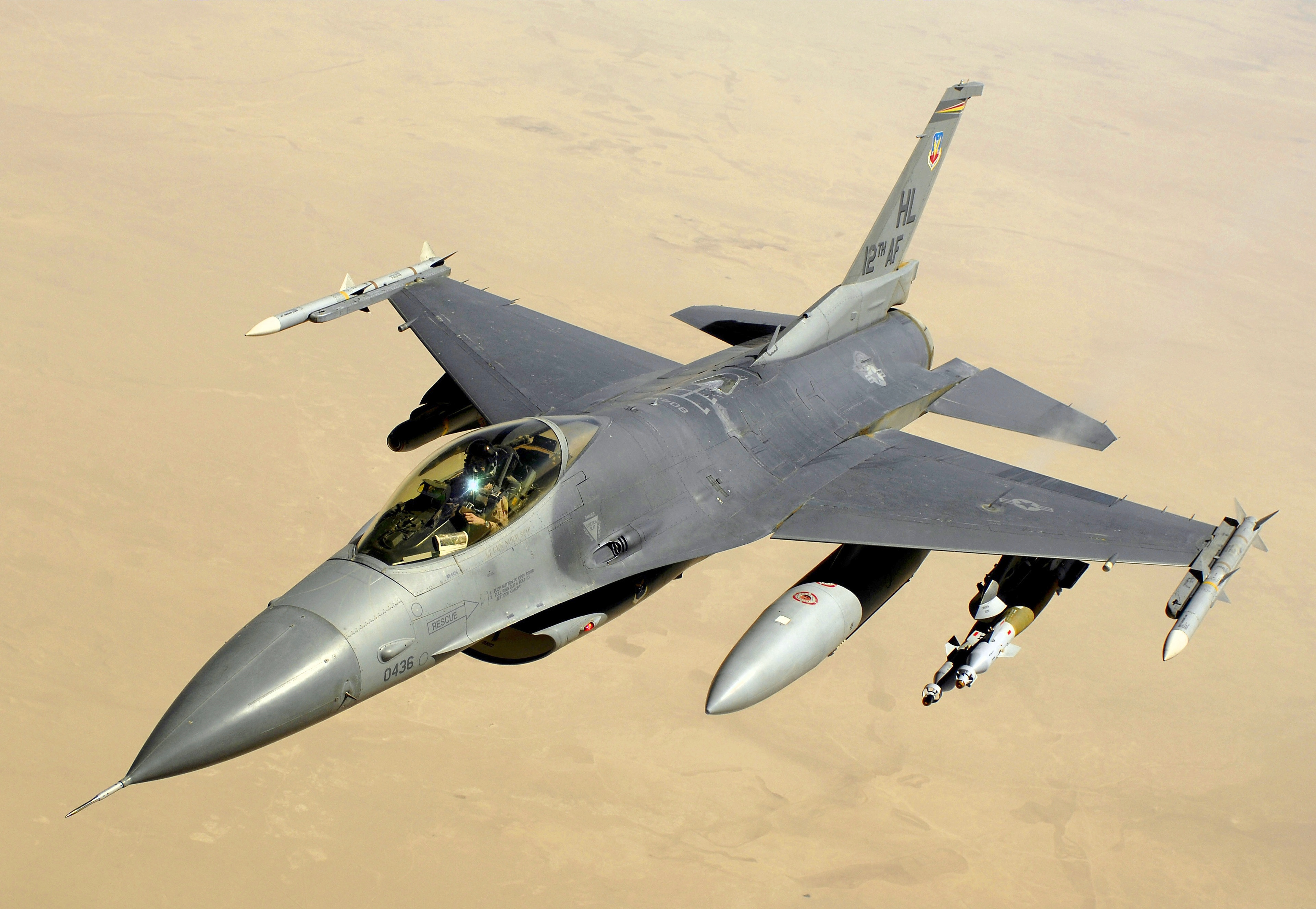
F-16

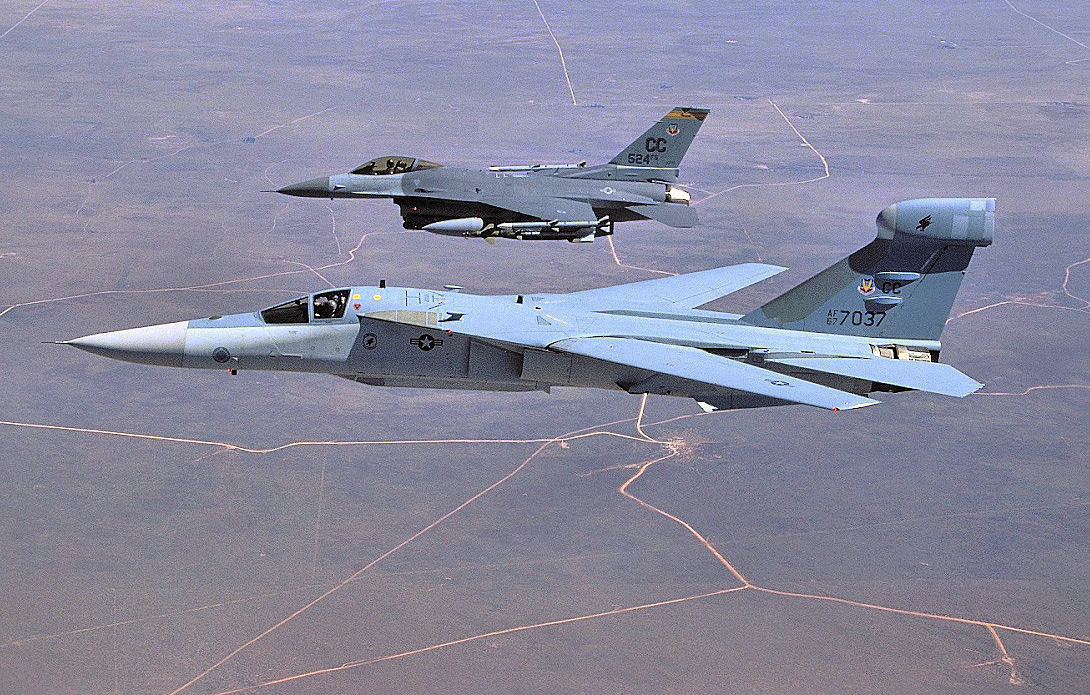
EF-111

La General Dynamics Corporation (GD) è una società conglomerata statunitense con sede a Reston, Virginia, specializzata in forniture militari e aerospaziali formatasi in seguito a diverse fusioni e dismissioni che dal 2008 l'hanno fatta diventare il quinto più grande defense contractor del mondo.
L'azienda è strutturata su quattro divisioni principali:
- Aerospace (aerospazio)
- Combat Systems (sistemi di combattimento)
- Marine Systems (sistemi navali)
- Information Systems and Technology (informatica e tecnologia)

La GD ha anche sviluppato attraverso una divisione aeronautica (ceduta nel 1993 alla Lockheed Corporation, successivamente fusasi alla Martin Marietta creando la Lockheed Martin) l'F-16 Falcon, aereo da combattimento a reazione occidentale più diffuso. Dal 1999 rientra nuovamente nel campo aeronautico dopo l'acquisizione della Gulfstream, che si occupa prevalentemente di aviazione civile.

## Organizzazione
Aerospazio
- General Dynamics Aviation Services
  - Appleton, Wisconsin
  - Dallas, Texas
  - Las Vegas, Nevada
  - Minneapolis, Minnesota
  - Westfield, Massachusetts
  - West Palm Beach, Florida
- Gulfstream Aerospace
  - Appleton, Wisconsin
  - Brunswick, Georgia
  - Calexico, California
  - Dallas, Texas
  - Government/Special Missions Marketing Office
  - London
  - Long Beach, California
- Jet Aviation Management AG (Svizzera)

Sistemi di combattimento
- General Dynamics Armament & Technical Products
  - Burlington Technology Center
  - Camden Operations
  - Charlotte Operations
  - Ethan Allen Firing Range
  - Lincoln Operations
  - Marion Operations
  - Saco Operations
  - Stone County Operations
- General Dynamics European Land Systems (Austria)
  - European Land Systems-Mowag GmbH (Svizzera)
  - European Land Systems-Santa Bárbara Sistemas (Spagna)
  - European Land Systems-Germany (Germania)
  - European Land Systems-Steyr GmbH (Austria)
- General Dynamics Land Systems
  - Amphibious Systems
  - Anniston Operations
  - Customer Support and Services Company
  - General Dynamics Land Systems - Canada
  - Joint Systems Manufacturing Center
  - Muskegon Operations Technical Center
  - Robotic Systems
  - Scranton Plant
  - Sterling Logistics Center
  - Tallahassee Operations
- General Dynamics Ordnance and Tactical Systems
  - Anniston, Alabama
  - Garland, Texas
  - Healdsburg, California
  - Niceville, Florida
  - Marion, Illinois
  - Moses Lake, Washington
  - Orlando, Florida
  - Red Lion, Pennsylvania
  - Seattle, Washington
  - Scranton, Pennsylvania
  - St. Marks Powder

Sistemi navali
- American Overseas Marine (AMSEA)
  - Braintree Companies
- Bath Iron Works
  - Hawaii Operations
  - Mayport Operations
  - Norfolk Office
  - Pascagoula Liaison Office
  - San Diego Operations
  - Washington Liaison Office
  - Yokosuka Operations
- Electric Boat
  - Bangor Trident Site
  - Kesselring Site Field Office
  - Kings Bay Trident Site
  - Newport Engineering Office
  - Quonset Point Facility
  - Washington Engineering Office
- NASSCO

Informatica e tecnologia
- General Dynamics Advanced Information Systems
- General Dynamics C4 Systems
  - Arlington, Virginia
  - Colorado Springs, Colorado
  - Columbia, Maryland
  - Ft. Wayne, Indiana
  - General Dynamics Canada
  - Huntsville, Alabama
  - Las Cruces, New Mexico
  - Linthicum, Maryland
  - Needham, Massachusetts
  - Newton, North Carolina
  - Orlando, Florida
  - Pittsburgh, Pennsylvania
  - Spokane, Washington
  - Taunton, Massachusetts
  - Tempe, Arizona
  - Washington, D.C.
- General Dynamics Information Technology
  - Aberdeen Proving Ground, MD
  - Annandale, VA
  - Arlington, VA
  - California, MD
  - Herndon, VA
  - Chesapeake, VA
  - Fairfax, VA
  - Fort Bragg, NC
  - Montgomery, AL
  - Needham, MA
  - Pax River, MD
  - San Diego, CA
  - Sierra Vista, AZ
  - Tampa, FL
  - Washington, DC metro area
- General Dynamics United Kingdom Limited (Gran Bretagna)
  - Ashchurch
  - Hasting
  - London
  - Pershore
  - Wales